# رایانه بزرگ آی‌بی‌ام
| تاریخچه رایانه بزرگ آی‌بی‌ام از ۱۹۵۲ تا کنون | تاریخچه رایانه بزرگ آی‌بی‌ام از ۱۹۵۲ تا کنون |
| نام تجاری                                  | معماری کامپیوتر                            |
| ------------------------------------------ | ------------------------------------------ |
| 700/7000 series                            | varied                                     |
| System/360                                 | System/360                                 |
| System/370                                 | System/370                                 |
| System/370                                 | S/370-XA                                   |
| System/370                                 | ESA/370                                    |
| System/390                                 | ESA/390 (ARCHLVL 1)                        |
| zSeries 900, 800, 990, and 890             | z/Architecture (ARCHLVL 2)                 |
| System z9                                  | z/Architecture (ARCHLVL 2)                 |
| System z10                                 | z/Architecture ARCHLVL 3                   |
| zEnterprise System                         | z/Architecture ARCHLVL 3                   |
| این جعبه: نمایش بحث ویرایش                 |                                            |

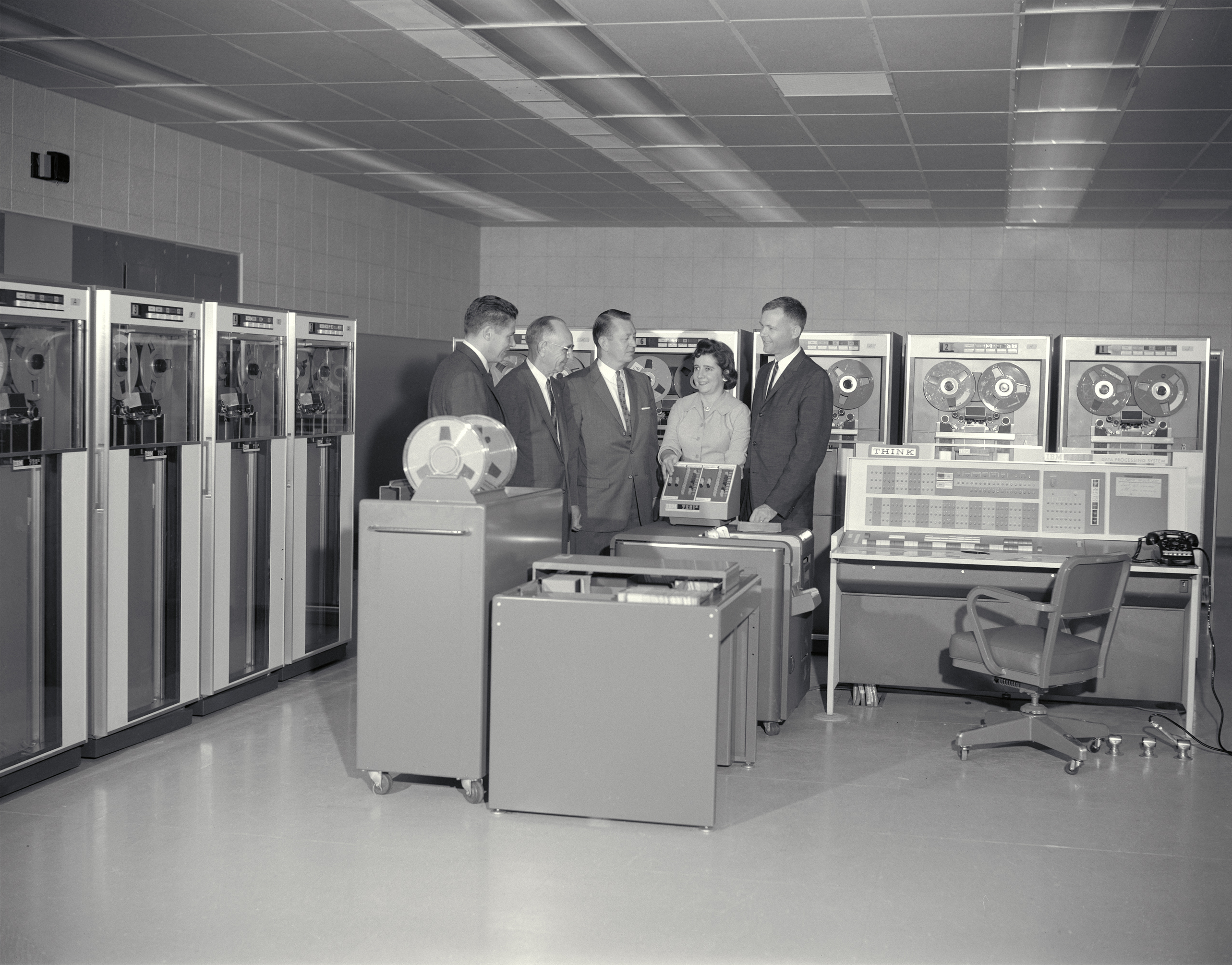
رایانه بزرگ آی‌بی‌ام

رایانه آی بی‌ ام مین‌فریم (به انگلیسی: IBM mainframe) رایانه‌های بزرگی هس شرکت آی‌بی‌ام تولید می‌کند که محصولات کنونی رایانه بزرگ شرکت آی‌بی‌ام برپایه طراحی اولیه سیستم/۳۶۰ ساخته می‌شوند.